# السلام في كريمونا (1270)
سلام كريمونا تم الانتهاء من سلام كريمونا في 1270 بين جمهورية جنواه وجمهورية البندقية، وإنهاء حرب سانت سابيا. وكان السلام نتيجة للضغط الذي تمارسه فرنسا والبابا وصقلية الذين يحركون الجمهوريات المتحاربة المترددة لإبرام هدنة لمدة خمس سنوات.